# Brett McLean
Ne doit pas être confondu avec Brett MacLean.
Brett McLean (né le 14 août 1978 au Canada à Comox en Colombie-Britannique) est un joueur professionnel canadien de hockey sur glace. Il évolue au poste de centre.

## Carrière de joueur
Brett McLean est sélectionné lors de la neuvième et dernière ronde, 242e rang du repêchage d'entrée dans la Ligue nationale de hockey de 1997, par les Stars de Dallas. Malgré une carrière junior productive avec les Rockets de Kelowna de la Ligue de hockey de l'Ouest, McLean ne signa pas de contrat avec les Stars. Non signé, McLean fait ses débuts professionnels en jouant pour les clubs-écoles des Flames de Calgary et du Wild du Minnesota avant de signer avec les Blackhawks de Chicago et faire ses débuts dans la LNH lors de la saison 2002-2003.
McLean joue sa première saison complète en 2003-2004 et marque 11 buts et 31 points avec les Blackhawks en reconstruction. Le 16 octobre 2003, il marque son premier but dans la LNH à son troisième match dans la ligue contre le gardien de but Marc Denis des Blue Jackets de Columbus. Le 22 juillet 2004, il signe en tant qu'agent libre avec l'Avalanche du Colorado. Alors que la saison 2004-2005 de la LNH est annulée en raison d'un lock-out, il rejoint les Malmö Redhawks du championnat de Suède d'Elitserien. En 2005-2006, il inscrit 40 points avec l'Avalanche, soit son sommet personnel sur les points, et 15 buts la saison suivante et ce comme exploit personnel sur le nombre de buts.
Le 1er juillet 2007, McLean signe un contrat de trois ans avec les Panthers de la Floride. À sa première saison avec les Panthers, il termine cinquième de son équipe sur le nombre de points avec 37 réalisations en 67 matchs. McLean ne parvient pas à répéter ses performances la saison suivante avec seulement 19 points en 80 matchs. Le 29 juin 2009, les Panthers décident de lui racheter sa dernière année de contrat et devient par le fait même agent libre.
Le 9 septembre 2009, il est invité au camp d'entraînement du Lightning de Tampa Bay pour la saison 2009-2010. McLean n'arrive toutefois pas à se faire une place dans l'équipe et est libéré avant le début de la saison. Le 10 octobre, il part en Europe en signant avec le CP Berne de la Ligue nationale A en Suisse où il joue deux saisons.
Le 1er juillet 2011, McLean retourne en Amérique du Nord en signant un contrat à deux volets avec les Blackhawks. N'arrivant pas à se faire une place avec les Blackhawks lors du camp d'entraînement, il est assigné aux IceHogs de Rockford de la Ligue américaine de hockey. Après avoir joué la moitié de la saison sans pouvoir être rappelé par les Blackhawks, McLean demande à être libéré de l'équipe et retourne en Suisse pour signer le HC Lugano et plus tard prolonger son contrat pour les saisons à venir le 15 mars 2012.
Après quatre saisons à Lugano, McLean s'engage avec l'EHC Linz en EBEL.

## Statistiques

### En club
| Saison     | Équipe                     | Ligue      |     | Saison régulière | Saison régulière | Saison régulière | Saison régulière | Saison régulière |   | Séries éliminatoires | Séries éliminatoires | Séries éliminatoires | Séries éliminatoires | Séries éliminatoires |
| Saison     | Équipe                     | Ligue      | PJ  | B                | A                | Pts              | Pun              | PJ               | B | A                    | Pts                  | Pun                  |                      |                      |
| 1994-1995  | Rockets de Tacoma          | LHOu       | 67  | 11               | 23               | 34               | 33               | 4                | 0 | 1                    | 1                    | 0                    |                      |                      |
| 1995-1996  | Rockets de Kelowna         | LHOu       | 71  | 37               | 42               | 79               | 60               | 6                | 2 | 2                    | 4                    | 6                    |                      |                      |
| 1996-1997  | Rockets de Kelowna         | LHOu       | 72  | 44               | 60               | 104              | 96               | 6                | 4 | 2                    | 6                    | 12                   |                      |                      |
| 1997-1998  | Rockets de Kelowna         | LHOu       | 54  | 42               | 46               | 88               | 91               | 7                | 4 | 5                    | 9                    | 17                   |                      |                      |
| 1998-1999  | Rockets de Kelowna         | LHOu       | 44  | 32               | 38               | 70               | 46               | -                | - | -                    | -                    | -                    |                      |                      |
| 1998-1999  | Wheat Kings de Brandon     | LHOu       | 21  | 15               | 16               | 31               | 20               | 5                | 1 | 6                    | 7                    | 8                    |                      |                      |
| 1998-1999  | Mighty Ducks de Cincinnati | LAH        | 7   | 0                | 3                | 3                | 6                | -                | - | -                    | -                    | -                    |                      |                      |
| 1999-2000  | Chiefs de Johnstown        | ECHL       | 8   | 4                | 7                | 11               | 6                | -                | - | -                    | -                    | -                    |                      |                      |
| 1999-2000  | Flames de Saint-Jean       | LAH        | 72  | 15               | 23               | 38               | 115              | 3                | 0 | 1                    | 1                    | 2                    |                      |                      |
| 2000-2001  | Lumberjacks de Cleveland   | LIH        | 74  | 20               | 24               | 44               | 54               | 4                | 0 | 0                    | 0                    | 18                   |                      |                      |
| 2001-2002  | Aeros de Houston           | LAH        | 78  | 24               | 21               | 45               | 71               | 14               | 1 | 6                    | 7                    | 12                   |                      |                      |
| 2002-2003  | Admirals de Norfolk        | LAH        | 77  | 23               | 38               | 61               | 60               | 9                | 2 | 6                    | 8                    | 9                    |                      |                      |
| 2002-2003  | Blackhawks de Chicago      | LNH        | 2   | 0                | 0                | 0                | 0                | -                | - | -                    | -                    | -                    |                      |                      |
| 2003-2004  | Admirals de Norfolk        | LAH        | 4   | 3                | 3                | 6                | 6                | -                | - | -                    | -                    | -                    |                      |                      |
| 2003-2004  | Blackhawks de Chicago      | LNH        | 76  | 11               | 20               | 31               | 54               | -                | - | -                    | -                    | -                    |                      |                      |
| 2004-2005  | Malmö Redhawks             | Elitserien | 38  | 7                | 6                | 13               | 102              | -                | - | -                    | -                    | -                    |                      |                      |
| 2005-2006  | Avalanche du Colorado      | LNH        | 82  | 9                | 31               | 40               | 51               | 8                | 0 | 1                    | 1                    | 4                    |                      |                      |
| 2006-2007  | Avalanche du Colorado      | LNH        | 78  | 15               | 20               | 35               | 36               | -                | - | -                    | -                    | -                    |                      |                      |
| 2007-2008  | Panthers de la Floride     | LNH        | 67  | 14               | 23               | 37               | 34               | -                | - | -                    | -                    | -                    |                      |                      |
| 2008-2009  | Panthers de la Floride     | LNH        | 80  | 7                | 12               | 19               | 29               | -                | - | -                    | -                    | -                    |                      |                      |
| 2009-2010  | CP Berne                   | LNA        | 30  | 10               | 17               | 27               | 24               | 15               | 5 | 7                    | 12                   | 8                    |                      |                      |
| 2010-2011  | CP Berne                   | LNA        | 50  | 10               | 17               | 27               | 22               | 6                | 3 | 0                    | 3                    | 6                    |                      |                      |
| 2011-2012  | IceHogs de Rockford        | LAH        | 36  | 7                | 14               | 21               | 20               | -                | - | -                    | -                    | -                    |                      |                      |
| 2011-2012  | HC Lugano                  | LNA        | 10  | 5                | 1                | 6                | 4                | 6                | 0 | 3                    | 3                    | 4                    |                      |                      |
| 2012-2013  | HC Lugano                  | LNA        | 50  | 13               | 24               | 37               | 44               | 7                | 1 | 7                    | 8                    | 6                    |                      |                      |
| 2013-2014  | HC Lugano                  | LNA        | 50  | 18               | 26               | 44               | 52               | 5                | 0 | 0                    | 0                    | 10                   |                      |                      |
| 2014-2015  | HC Lugano                  | LNA        | 47  | 9                | 21               | 30               | 14               | 6                | 3 | 0                    | 3                    | 2                    |                      |                      |
| 2015-2016  | EHC Linz                   | EBEL       | 52  | 13               | 47               | 60               | 40               | 12               | 3 | 8                    | 11                   | 4                    |                      |                      |
| 2016-2017  | EHC Linz                   | EBEL       | 39  | 9                | 27               | 36               | 14               | 5                | 0 | 1                    | 1                    | 0                    |                      |                      |
| Totaux LNH | Totaux LNH                 | Totaux LNH | 385 | 56               | 106              | 162              | 204              | 8                | 0 | 1                    | 1                    | 4                    |                      |                      |

### En équipe nationale
Brett McLean joue pour l'équipe du Canada lors des tournois internationaux.
| Année | Évènement                   |   | PJ | B | A | Pts | Pun            |  | Résultat |
| 1998  | Championnat du monde junior | 7 | 1  | 1 | 2 | 4   | Huitième place |  |          |

## Transactions en carrière
- 21 juin 1997 : repêché par les Stars de Dallas au 242e rang, neuvième ronde du repêchage d'entrée de 1997 dans la Ligue nationale de hockey.
- 2 février 1999 : échangé aux Wheat Kings de Brandon par les Rockets de Kelowna dans la Ligue de hockey de l'Ouest contre Ryan Johnson, Andrew Kaminsky et des considérations futures.
- 1er septembre 1999 : signe en tant qu'agent libre par les Flames de Calgary.
- 13 juillet 2000 : signe en tant qu'agent libre avec le Wild du Minnesota.
- 23 juillet 2002 : signe en tant qu'agent libre avec les Blackhawks de Chicago.
- 22 juillet 2004 : signe en tant qu'agent libre avec l'Avalanche du Colorado.
- 24 septembre 2004 : signe en tant qu'agent libre avec les Malmö Redhawks de l'Elitserien.
- 1er juillet 2007 : signe en tant qu'agent libre avec les Panthers de la Floride.
- 10 octobre 2009 : signe en tant qu'agent libre avec le CP Berne de Ligue nationale A.
- 1er juillet 2011 : signe en tant qu'agent libre avec les Blackhawks de Chicago.
- 18 janvier 2012 : signe en tant qu'agent libre avec le HC Lugano de la Ligue nationale A.